# Cuxhaven
Cuxhaven este un oraș din landul Saxonia Inferioară, Germania.
1. ↑   https://www1.nls.niedersachsen.de/statistik/html/default.asp Lipsește sau este vid: |title= (ajutor)